# 菊池努
菊池 努（きくち つとむ、1953年 - ）は、日本の政治学者。専門はアジア太平洋の国際政治経済（地域制度の動態分析）、日本外交とアジア太平洋。青山学院大学副学長、青山学院大学国際政治経済学部教授。青山学院大学国際政治経済研究開発センター長、ブリティッシュコロンビア大学客員教授などを歴任。北東アジア安全保障の制度化研究などにおいて日本を代表する研究者として知られ、外務省の研究会委員や衆議院憲法調査会参考人などの社会的活動も行う。2001年アジア・太平洋賞特別賞受賞。

## 人物
埼玉大学教養学部教養学科卒業。一橋大学大学院法学研究科公法専攻(国際関係論)修士課程修了、同大学大学院法学研究科公法専攻(国際関係論）博士課程単位修得満期退学。1996年、『APECアジア太平洋新秩序の模索』により一橋大学より博士（法学）の学位を取得。指導教官は細谷千博。
日本学術振興会奨励研究員、財団法人日本国際問題研究所研究員、在オーストラリア日本国大使館（外務省専門調査員）、中部大学国際関係学部講師、同大学助教授、埼玉大学教養学部非常勤講師、南山大学法学部助教授、同大学教授、同大学オーストラリア研究センター所長などを経て、青山学院大学国際政治経済学部国際政治学科教授。青山学院大学国際政治経済研究開発センター（現・国際研究センター）長や、ブリティッシュコロンビア大学客員教授、オーストラリア国立大学客員研究員、シンガポール国立東南アジア研究所客員研究員等も歴任。2017年日本国際問題研究所上席客員研究員。2018年青山学院大学副学長。
また、長く財団法人日本国際問題研究所客員研究員を務め、同研究所において2001年には紛争予防研究会委員として外務省委託の紛争予防研究に従事、2011年には外務省国際問題調査研究日米中関係の中長期的展望研究会委員を務め安全保障問題、とりわけ六者会合の研究に従事。2004年には第123回衆議院憲法調査会安全保障及び国際協力等に関する調査小委員会に参考人として出席し、日本はアジアで積極的な役割を担うべきだとの見解を述べた。
2012年2月にはベルギーのブリュッセルで開かれた日EU共同シンポジウムに参加している。

## 著書

### 単著
- APECアジア太平洋新秩序の模索、日本国際問題研究所、1995年[1]

### 単行本所収論文
- 「ASEAN政治安全保障共同体に向けてー現況と課題」　山影進編　『新しいASEANー地域共同体とアジアの中心性を目指して』日本貿易振興機構アジア経済研究所、2011年
- 「東アジア共同体構想」をめぐる地域制度の動態：経済的相互依存、力の構造、地域制度を通じてのバーゲニング」　黒柳米司編　「ASEAN：再活性化への課題」明石書店、2011年
- 「アジア太平洋の重層的な地域制度とAPEC」　渡邉昭夫編　「アジア太平洋と新しい地域主義の展開」千倉書房、2010年
- "Struggling to Renovate Regional Institutions with New Norms: ASEAN Moves towards a Regional Security Community" in Susumu Yamakage (ed.), ASEAN Study Group Report, Tokyo: Japan Institutte of International Affairs (2010)
- "The Six Party Talks as a Multilateral Security Mechanism in Northeast Asia" in Reimund Seidelmann et.al (eds.), States, Regions, and the Global System, Baden-Baden: Nomos Publishing House (2010)
- 「地域制度とグローバル・ガヴァナンス：アジア太平洋の地域制度と国際制度」　森井裕一編　「グローバル秩序と地域統合」信山社、2010年
- "Bargaining within Nested Institutional Relationships:APEC, GATT/WTO, and Liberalization" in Akira Kotera et.al,(eds.), The Future of the Multilateral Trading System: East Asian Perspectives, London: CMP Publishing Ltd. (2010)
- "East Asian Regionalism and ASEAN" in N.S. Sisoda and Sreeradha (eds.), Changing Security Dynamics in Southeast Asia, New Delhi: Magnum Books Pvt Ltd (2008)
- "Review and Prospect for Bilateral Strategic Relationship between Japan and Australia", Proceedings of the 4th Australia-Japan 1,5 Track Security Dialogue, Canberra: The Australian Strategic Policy Institute (ASPI) (2008)
- "East Asia in Search of a Region: Redefining Japan's Engagement" in TAKAKO Ueta and Eric Remacle (eds.), Tokyo-Brussels Partnership: Security, Development and Knowledge-based Society, Brussels: P.I.E Peter Lang (2008)
- "Institutional Linkages and security Governance: Security Multilateralism in the Korean Peninsula" in Martina Timmermann (ed.), Institutionalizing Northeast Asia: Regional Steps towards Global Governance, New York: The United Nations University Press (2008)
- "Japan in an Insecure East Asia: Redefing its Role in East Asian Community-Building" in Daljit Singh and Lorraine C. Salazar (eds.), Southeast Asian Affairs 2006, Singapore: Institutte of Southeast Asian Studies(ISEAS) (2007)
- "How does China share common internal norms and principles?" in Stphe Leong (ed.), Peace in the Pacific: Confronting the Issues, Kuala LUmpur: The Institute of Strategic and International Studies(ISIS) (2007)